# Buddy's Adventures
Pour plus de détails, voir Fiche technique et Distribution.
Buddy's Adventures est un dessin animé américain réalisé par Ben Hardaway, produit par la Warner Bros. Pictures, dans la série des Buddy (Looney Tunes), sorti en 1934.
Il a été réalisé par Ben Hardaway et produit par Leon Schlesinger est crédité comme producteur associé.

## Fiche technique
- Titre original : Buddy's Adventures
- Réalisation : Ben Hardaway
- Producteurs : Leon Schlesinger
- Musique : Norman Spencer et Bernard Brown
- Production : Leon Schlesinger Studios
- Distribution : Warner Bros. Pictures
- Format : noir et blanc - mono
- Langue : anglais
- Pays : États-Unis
- Genre : Animation et comédie
- Durée : 7 minutes
- Date de sortie : USA : 17 novembre 1934
- Licence : Domaine public[1]